# Fundació Barcelona Media
La Fundació Barcelona Media és un centre tecnològic ubicat al districte 22@ de Barcelona. El centre es dedica primordialment a les activitats de recerca, desenvolupament i innovació en els àmbits de la comunicació, media i noves tecnologies.
El 2014 van publicar un estudi sobre per què s'avorreix l'audiència. Des de 2008, Barcelona Media és un dels membres d'ACT (Associació de Centres Tecnològics). El 2010, el centre va signar, amb cinc altres centres tecnològics avançats de Catalunya (Ascamm, Barcelona Digital, Cetemmsa, CTM i Leitat), la creació de l'Aliança Tecnològica de Catalunya, amb l'objectiu de generar i executar grans projectes tecnològics a Catalunya, promovent una major col·laboració i coordinació en les activitats desenvolupades pels Centres Tecnològics locals i entre aquests i a la resta d'agents tecnològics del sistema d'innovació tornant així més eficients les seves accions. En aquest mateix any, el centre va canviar la seva denominació oficial a Fundació Barcelona Media.